# KAGAYAKI Don't forget!
「KAGAYAKI Don't forget!」（カガヤキ・ドント・フォゲット）は、虹ヶ咲学園スクールアイドル同好会によるシングル。2023年6月7日にLantisから発売された。

## 背景
前作「わちゅごなどぅー」から約4ヶ月ぶりとなるシングルとして発売された。
表題曲である「KAGAYAKI Don't forget!」は、スマートフォンゲーム『ラブライブ! スクールアイドルフェスティバル ALL STARS』6th Seasonのストーリー53章挿入歌として使用された。なお、優木せつ菜役の楠木ともりは本CDリリース前の2023年3月31日をもって同役を降板したが、『スクスタ』に関してのみ6月30日のサービス終了まで同役を担当したため、この楽曲に限り特例として歌唱に参加している。
カップリング曲の「Sugar Sugar Yummy Yummy Parfait」は「テーマ別活動ステップアップ企画 パフェプロジェクト」の一環として制作された楽曲であり、2023年4月1日より楠木に変わって優木せつ菜役を務めることとなった林鼓子が初めて参加する楽曲となる。

## リリース
2023年6月7日にLantisからリリースされた。虹ヶ咲学園スクールアイドル同好会の音楽作品としては初めてシリアルコードなどの封入特典がない作品となる。

## チャート成績
2023年6月19日付のオリコン週間シングルランキングでは13位にランクインした。

## 収録曲
| #         | タイトル                                                              | 作詞      | 作曲・編曲       | 時間  |
| --------- | --------------------------------------------------------------------- | --------- | ---------------- | ----- |
| 1.        | 「KAGAYAKI Don't forget!」(虹ヶ咲学園スクールアイドル同好会)          | 畑亜貴    | T4K PASSiON KiNG | 4:16  |
| 2.        | 「Sugar Sugar Yummy Yummy Parfait」(虹ヶ咲学園スクールアイドル同好会) | 要田健    | 要田健           | 3:51  |
| 3.        | 「KAGAYAKI Don't forget!」(Off Vocal)                                 |           |                  | 4:16  |
| 4.        | 「Sugar Sugar Yummy Yummy Parfait」(Off Vocal)                        |           |                  | 3:51  |
| 合計時間: | 合計時間:                                                             | 合計時間: | 合計時間:        | 16:14 |

## タイアップ
| # | 曲名                       | タイアップ                                                                                                 |
| - | -------------------------- | --- |
| 1 | 「KAGAYAKI Don't forget!」 | スマートフォンゲーム『ラブライブ! スクールアイドルフェスティバル ALL STARS』6th Seasonストーリー53章挿入歌 |

### ユニットメンバー
1. 1 2 3  上原歩夢（大西亜玖璃）、中須かすみ（相良茉優）、桜坂しずく（前田佳織里）、朝香果林（久保田未夢）、宮下愛（村上奈津実）、近江彼方（鬼頭明里）、優木せつ菜（楠木ともり/林鼓子）、エマ・ヴェルデ（指出毬亜）、天王寺璃奈（田中ちえ美）、三船栞子（小泉萌香）、ミア・テイラー（内田秀）、鐘嵐珠（法元明菜）
2. ↑  上原歩夢（大西亜玖璃）、中須かすみ（相良茉優）、桜坂しずく（前田佳織里）、朝香果林（久保田未夢）、宮下愛（村上奈津実）、近江彼方（鬼頭明里）、優木せつ菜（楠木ともり）、エマ・ヴェルデ（指出毬亜）、天王寺璃奈（田中ちえ美）、三船栞子（小泉萌香）、ミア・テイラー（内田秀）、鐘嵐珠（法元明菜）
3. ↑  上原歩夢（大西亜玖璃）、中須かすみ（相良茉優）、桜坂しずく（前田佳織里）、朝香果林（久保田未夢）、宮下愛（村上奈津実）、近江彼方（鬼頭明里）、優木せつ菜（林鼓子）、エマ・ヴェルデ（指出毬亜）、天王寺璃奈（田中ちえ美）、三船栞子（小泉萌香）、ミア・テイラー（内田秀）、鐘嵐珠（法元明菜）